# Oreella
Famille
Genre
Oreella, unique représentant de la famille des Oreellidae, est un genre de tardigrades. 

## Liste des espèces
Selon Degma, Bertolani et Guidetti, 2016 :
- Oreella chugachii Calloway, Miller, Johansson & Whiting, 2011
- Oreella mollis Murray, 1910
- Oreella vilucensis Rahm, 1931

## Publications originales
- Ramazzotti, 1962 : Il Phylum Tardigrada. Memorie Istituto di Idrobiologia, vol. 14, p. 1-395.
- Murray, 1910 : Tardigrada. British Antarctic Exped. 1907-9 under the command of Sir E. H. Shackleton, C.V.O. Reports on the Scientific Investigations, vol. 1, no 5, p. 83-185.